# دیمیتری خوستوف (بازیکن بسکتبال)
دیمیتری خوستوف (انگلیسی: Dmitry Khvostov؛ زادهٔ ۲۱ اوت ۱۹۸۹) بازیکن بسکتبال اهل روسیه است.
وی در مسابقات کشوری و بین‌المللی در مجموع برندهٔ ۲ مدال برنز شده‌است.